# ОШ „Јован Дучић” Нови Београд
Основна школа „Јован Дучић” једна је од основних школа на Новом Београду. Име носи по познатом српском писцу, песнику и дипломати, Јовану Дучићу.

## Историјат
Идеја о оснивању школе потекла је из 1940. године. Коначно, настава почиње да се одвија од 1967. године. Првобитни назив школе био је у складу са временом у коме је изграђена, па је дуго година школа носила име тадашњег председника Јосипа Броза Тита. Променом друштвених околности, промењено је и име школе, те она од 16. марта 1992. године носи име великог песника, дипломате и светског путника Јована Дучића.

## О школи
Зграда има укупну површину од 50.261 метара квадратних. Установа располаже фискултурном салом, библиотеком и радионицама. Школу похађа 631 ученик распоређених у 28 одељења, а у истој ради 70 радника. Страни језици који се уче у школи су енглески, као обавезни, и руски или француски као изборни језици. У школи је организован и продужени боравак у коме је омогућено, необавезно, учење италијанског језика.